# Walter Wanger
Walter Wanger (San Francisco, Califòrnia, Estats Units, 11 de juliol de 1894 - Nova York, Estats Units, 18 de novembre de 1968) va ser un productor de cinema estatunidenc. Va estar casat amb l'actriu Joan Bennett del 1940 al 1965.

## Biografia
El seu veritable nom era Walter Feuchtwanger. Era fill d'una família benestant de classe mitjana-alta. Era el tercer de quatre germans. El seu pare era un immigrant bavarès jueu anomenat Sigmund Feuchtwanger que es dedicava al comerç tèxtil. En canvi, la seva mare pertanyia a l'alta societat novaiorquesa i descendia d'una família germanoamericana. Tant Wanger com els seus germans van rebre, igual que la seva mare, una educació refinada i es van convertir en persones cultes. Encara que Wanger no va professar la fe jueva, al contrari que el seu pare, sempre va intervenir a favor d'aquesta comunitat religiosa.
El pare de Wanger va morir d'una aturada cardiorespiratòria el 1905, a 50 anys. La seva mare va decidir traslladar-se a Europa, i Wanger i els seus germans van estudiar a Suïssa, cosa que els va permetre adquirir un domini fluid del francès i l'alemany. Finalment, dos anys després, el 1907, van tornar a Nova York, on van entrar en contacte amb l'elit social amb la qual es relacionava la seva família materna, en què hi havia algunes de les famílies més riques de la Costa Est.
Aquests contactes van permetre també a Wanger i als seus germans entrar en contacte amb el món de l'art, i es van interessar tant per les arts plàstiques com pel món del teatre.
Wanger es va començar a introduir en el teatre de manera professional i es va posar a treballar a Broadway com a aprenent al costat de Cole Porter. Tots dos treballaven per a Clifton Webb, que es dedicava a organitzar càstings per a ballarins. En poc temps, com que tenia possibles, Wanger es va convertir en productor i va aconseguir el seu primer èxit amb una obra nova titulada Ception Shoals. Malgrat això, la Primera Guerra Mundial va paralitzar la seva carrera, que acabava de començar.
Tan aviat com es va declarar la guerra, Wanger es va allistar i, gràcies a les seves relacions familiars, ben aviat va ser nomenat tinent i, malgrat ser un pèssim pilot, va entrar al cos d'aviadors. No obstant això, aviat va ser traslladat al cos d'intel·ligència i propaganda, on entraria en contacte, per primera vegada, amb el cinema.
El setembre del 1919, Wanger es va casar amb Justine Johnstone, de qui es divorciaria el setembre del 1938.
Acabada la guerra va continuar amb el teatre i, el 1920, la Paramount el va contractar com a ajudant del productor Jesse L. Lasky. Wanger només treballaria un any per a la Paramount, ja que va ser acomiadat després d'un desacord amb Lasky. No obstant això, va poder aprendre tot el procés de producció d'una pel·lícula, fer contactes en aquell món i participar en grans títols, com The Sheik, amb Rodolfo Valentino.
Després d'abandonar la Paramount s'estableix a Londres, on es dedica a l'exhibició i distribució de pel·lícules, activitat que resulta molt rendible, mentre continua produint obres teatrals, ja que produir és la seva passió.
El 1923, Lasky deixa de ser el director general de la Paramount i Wanger hi torna. A partir d'aleshores es va iniciar un període de vuit anys en què Wanger supervisaria grans títols, com It i Wings o The Cocoanuts. Això li va permetre establir bones relacions amb estrelles com Clara Bow, Miriam Hopkins, Kay Francis o els Germans Marx.
El 1931 va canviar la cúpula de la Paramount i, després d'un breu pas per la Columbia, Wanger va acabar aterrant a la Metro-Goldwyn-Mayer. Allà va ser el responsable de Queen Christina, (1933) amb Greta Garbo, i Gabriel over the White House (1933).
Poc després abandona la Metro i comença la seva carrera com a productor independent (encara que amb un contracte de distribució amb la Paramount) i manté aquest paper entre la dècada del 1930 i la del 1950.
Va assolir gran prestigi no només pel seu eminent passat en les grans productores, sinó també, com a productor independent, pel seu gran criteri a l'hora de seleccionar quina mena de pel·lícules calia produir. Va treballar amb directors de la talla d'Alfred Hitchcock, John Ford o Fritz Lang, i va arribar a rivalitzar amb pesos pesants com Samuel Goldwyn o Darryl F. Zanuck. A més, Wanger tenia guanyats els mitjans, era un productor nord-americà de naixement, pertanyent, a més, a l'elit de la societat novaiorquesa, enmig d'una indústria en què havien predominat els immigrants que havien arribat a Amèrica sense un cèntim.
El 1936, Wanger va canviar de distribuïdora, va passar a associar-se amb la United Artists i va començar a afrontar projectes cada vegada més ambiciosos, com Només es viu una vegada o Stagecoach.
L'interès de Wanger per la política es va manifestar en algunes de les seves produccions, com Bloqueig, ambientada en la Guerra Civil Espanyola. Aquesta pel·lícula, dirigida per William Dieterle, va ser l'única de Hollywood que va prendre partit a favor del bàndol republicà, encara que en la seva publicitat mai no es va esmentar la Guerra Civil Espanyola.
Durant la Segona Guerra Mundial, el compromís polític de Wanger contra els nazis també va quedar patent a través de les pel·lícules que va produir, com Foreign Correspondent o  Sundown.
El 12 de gener del 1940, Wanger es va casar amb l'actriu Joan Bennett, de qui es divorciaria tres anys abans de la seva mort, el setembre del 1965. La parella va tenir una filla: Stephanie Guest. 	
El 1945, Wanger va obtenir un gran èxit amb Perversitat, de Fritz Lang, el remake americà de la pel·lícula La Chienne, (1931) de Jean Renoir.
Després, Wanger es va embarcar en una sèrie de produccions que van resultar ser un fracàs i gairebé va perdre la seva reputació. El seu viacrucis particular va començar el 1945, amb Salome Where She Danced, i la gota que va fer vessar el got va ser Joan of Arc. Malgrat ser protagonitzada per Ingrid Bergman i dirigida per Victor Fleming, va ser un desastre de taquilla i la crítica la va fer miques. Wanger hi va perdre molts diners.
Paral·lelament a les dificultats econòmiques, va haver d'afrontar un altre problema. El seu idealisme polític, que havia exhibit obertament, va fer que el Comitè d'Activitats Antiamericanes es fixés en ell. Per demostrar al Comitè que no tenia prejudicis contra el capitalisme va produir Tulsa, protagonitzada per l'estrella més rutilant amb contracte amb Wanger, Susan Hayward. La pel·lícula, encara que li va valer per als seus fins propagandístics, no va revitalitzar les seves finances.
Irònicament, a Wanger li va sanejar els comptes una producció de baix pressupost que va tenir una bona acollida: Reign of Terror, d'Anthony Mann. Es tractava d'una pel·lícula sobre la Revolució Francesa. Els modestos beneficis d'aquesta pel·lícula no van treure Wanger de la ruïna, però van retardar la inevitable fallida i li van donar marge fins a principis dels anys 50.
A finals del 1951, els seus problemes personals van eclipsar els problemes financers. Sospitava que la seva esposa, l'actriu Joan Bennett, li era infidel amb el seu agent, Jennings Lang. Wanger va comprovar les seves sospites, els va enxampar in fraganti en un aparcament i va disparar contra Lang. Tot va quedar en un ensurt i només el va ferir a l'engonal, encara que el seu objectiu era volar-li el penis. Finalment, va aconseguir deslliurar-se de la presó al·legant alienació temporal transitòria, tot i que va ser condemnat a dos anys de serveis a la comunitat.
Els 50, les seves produccions es van tornar més modestes i d'aquest període només destaquen Riot In Cell Block 11 i Invasion of the Body Snatchers, totes dues de Donald Siegel.
A final dels 50, lluny ja de la perillosa època de McCarthy, Wanger va reprendre el cinema social amb pel·lícules com I Want to Live!, film manifestament oposat a la pena de mort.
El 1963 va produir per a la 20th Century Fox la superproducció Cleopatra, que va ser un malbaratament econòmic sense parangó. En la pel·lícula s'hi van invertir 44 milions de dòlars, dels quals només se'n van recaptar 24, malgrat que la pel·lícula va ser un èxit de taquilla i va obtenir diversos Oscars. Dirigida majoritàriament per Joseph L. Mankiewicz i estrenada el 1963, Cleopatra és alhora una de les grans superproduccions de Hollywood i un dels seus desastres més grans pel que fa a la de gestió del rodatge. Cleopatra va posar punt final a la carrera de Wanger.
El 1965, finalment, es va divorciar de Joan Bennett.
El 18 de novembre de 1968, Wanger va tenir un atac de cor i va morir a la casa que tenia a Nova York.

## Filmografia
- 1929: The Cocoanuts
- 1929: The Lady Lies
- 1929: Applause
- 1930: Roadhouse Nights
- 1931: Tarnished Lady
- 1932: Washington Merry-Go-Round
- 1933: The Bitter Tea of General Yen
- 1933: Gabriel over the White House
- 1933: Another Language
- 1933: Going Hollywood
- 1933: Queen Christina
- 1934: The President Vanishes
- 1935: Private Worlds
- 1935: Shanghai
- 1935: Smart Girl
- 1935: Every Night at Eight
- 1935: Mary Burns, Fugitive
- 1936: Her Master's Voice
- 1936: The Trail of the Lonesome Pine
- 1936: Big Brown Eyes
- 1936: The Moon's Our Home
- 1936: The Case Against Mrs. Ames
- 1936: Fatal Lady
- 1936: Palm Springs
- 1936: Spendthrift
- 1937: Només es viu una vegada (You Only Live Once)
- 1937: History Is Made at Night
- 1937: Vogues of 1938
- 1937: Sempre Eva (Stand-In)
- 1937: 52nd Street
- 1938: I Met My Love Again
- 1938: Bloqueig (Blockade)
- 1938: Alger (Algiers)
- 1938: Trade Winds
- 1939: Stagecoach
- 1939: Winter Carnival
- 1939: Eternament teva (Eternally Yours)
- 1940: The House Across the Bay
- 1940: Enviat especial (Foreign Correspondent)
- 1940: El retorn a casa (The Long Voyage Home)
- 1941: Sundown
- 1942: Eagle Squadron
- 1942: Arabian Nights
- 1943: We've Never Been Licked
- 1943: Gung Ho!': The Story of Carlson's Makin Island Raiders
- 1944: Ladies Courageous
- 1945: Salomé va ballar aquí (Salome Where She Danced)
- 1945: Perversitat (Scarlet Street)
- 1946: A Night in Paradise
- 1946: Terra generosa (Canyon Passage)
- 1947: Smash-Up: The Story of a Woman
- 1947: The Lost Moment
- 1948: Secret Beyond the Door...
- 1948: Taps Roots
- 1948: Joan of Arc
- 1949: Tulsa
- 1949: El llibre negre (Reign of Terror)
- 1949: The Reckless Moment
- 1952: Aladdin and His Lamp
- 1952: Lady in the Iron Mask
- 1952: Battle Zone
- 1953: Kansas Pacific
- 1953: Fort Vengeance
- 1954: Riot in Cell Block 11
- 1954: The Adventures of Hajji Baba
- 1956: Invasion of the Body Snatchers
- 1956: Navy Wife
- 1958: Vull viure (I Want to Live!)
- 1963: Cleopatra